# Diadelioides exiguus
Diadelioides exiguus är en skalbaggsart som beskrevs av Stefan von Breuning 1943. Diadelioides exiguus ingår i släktet Diadelioides och familjen långhorningar. Inga underarter finns listade i Catalogue of Life.